# The Endless River (film)
The Endless River is een Zuid-Afrikaans-Franse film uit 2015, geschreven en geregisseerd door Oliver Hermanus. De film ging in première op 7 september op het 72ste Filmfestival van Venetië.

## Verhaal
Tiny, een jonge serveerster verwelkomt haar man in de Zuid-Afrikaanse plaats Riviersonderend nadat hij een vierjarige gevangenisstraf uitgezeten heeft. In eerste instantie lijken hun plannen om samen een nieuw leven op te bouwen, te lukken. Maar wanneer de familie van Gilles, een buitenlander, op een nabijgelegen boerderij op brutale wijze vermoord wordt, verandert haar leven. De jonge vrouw en de rouwende weduwnaar voelen zich tot elkaar aangetrokken en vormen een onwaarschijnlijke band, gevangen in een cyclus van geweld, pijn en eenzaamheid.

## Rolverdeling
| Acteur                | Personage     |
| --------------------- | ------------- |
| Nicolas Duvauchelle   | Gilles        |
| Crystal-Donna Roberts | Tiny Solomons |
| Clayton Evertson      |               |
| Darren Kelfkens       | Groenewald    |
| Denise Newman         | Mona          |